# ドゥカティ・F1シリーズ
F1シリーズ（エフワン）とは、ドゥカティのオートバイの車種類のこと。1985年から1988年まで販売された。同名で限定生産されたモデルのほか、350F3や400F3についても述べる。

## 概要
パンタシリーズのエンジンでレーサーを製作したパンタレーシングチーム。750F1とはロードレースTT-F2クラスで4年連続世界タイトルを獲得した「パンタレーシング・レーサー」の「TT-F1クラス用公道版レプリカ」といえる形で登場した。1000MHRからのモデルチェンジで「ベベルエンジン」に代わる旗艦車種を担うことになる。
イタリアや日本の免許制度にあわせた中排気量版、350F3や400F3も販売した。また、限定版として750F1モンジュイ、750F1ラグナセカ、750F1サンタモニカという名の3種類を販売した。このF1シリーズは好評だったが、ロードレース・TT-F1クラスが廃止されると販売を終了。1988年からスーパーバイク世界選手権が始まり851に入れ替わる。

## 車両解説
エンジンはコグドベルトによるカムシャフト駆動の空冷4ストロークデスモドロミックSOHC2バルブ90度V型2気筒、シリンダーボア88 mm、ピストンストローク61.5 mmの排気量748 cc。500SLパンタのエンジンを基に、クランクケースの新造で排気量を拡大した。このボアストローク比と排気量は、限定販売された高性能版である750F1モンジュイ等でも変わらない。前後気筒の吸気がVバンク間にまとめられていない形式を持つ最後の車種であり、節目となる車種になる。
フレームは鋼管をトラス状に溶接した鋼管トレリスフレームを採用する。このフレームはレーシングパンタTT2を引き継いだもので、750F1が公道用市販車に採用した初めての例となる。ドゥカティの鋼管トレリスフレームはこの750F1シリーズから始まった。
サスペンションは、フロントは正立式、リアはカンチレバー式のモノショック。ホイール、タイヤは初期型〜最終型まで同サイズだが、限定版ではモデルごとに変わる。

## モデル一覧
750F1は車体への変更が数度あり、1型・2型・3型と分類されることがある。

### 750F1( 1型 )
1985年に販売された初期型。この型のみ湿式クラッチを採用している。 村山モータースが総代理店となり、175万円で販売されたが翌年138万円へ改正。このときのオートローン金利は9.5 %、村山モータースが販売した車両にはカウル両側に大きな「M」のロゴステッカーと、シートカウルにフレーム番号を刻した七宝のエンブレムが追加される。速度計内への警告灯の追加は日本国向車両の特徴である。
外観の特徴は、初期型のみ燃料タンクにねじ式キャップを採用のアルミニウムタンク。速度計と回転計は日本電装製。フロントフォークは38 mm径のマルゾッキ製。スイングアームは鉄鋼製丸断面を採用している。エンジンは650SLをベースにボアを拡大したボア×ストローク88×61.5 mmの748 cc、キャブレターはデロルトPHF36で最高出力は70 PS / 9000 rpm。ホイールとタイヤは、前輪が120/80-16、後輪が130/80-18というサイズのバイアスタイヤを履いていた。前後ブレーキには、前が280 mm径のダブルディスクに対向2ポット式ブレンボ製キャリパー、後が260 mm径のシングルディスクに対向2ポット式ブレンボ製キャリパーを採用している。スタンドはセンタースタンドのみ。

### 750F1( 2型 )
1985年9月頃から生産された。
クラッチが乾式に変更された。燃料タンクキャップがエアプレーンタイプになる。カウル、フェンダーなどにも各所に対策がとられ、形状が初期型と異なる。カラーリングも細い黒いラインがなくなった。

### 750F1モンジュイ ( Montjuich )
1986年に200台だけ販売された限定車。モディファイされた高性能版でもある。
排気量は同じ748 ccだが随所に変更が行われ、最大出力は95 PSになる。具体的には給排気バルブの大型化と、燃焼室を拡大した専用シリンダーヘッド、専用ハイリフトカムシャフト、高圧縮ピストン、軽量フライホイール、アルミ製クラッチハブ、デロルト製40 mm大口径キャブレター、ベルリッキ製専用メガホンタイプマフラー等の採用。
車体へも変更があり、スイングアームはアルミ製角断面、ホイールは専用サイズの2ピース型になる。ホイールは極太サイズを採用するあまり、市販の公道用タイヤで適合するものがなく、前12/60-16、後18/67-16というサーキット用タイヤを標準装備としていたのが大きな特徴だった。前後ブレーキはディスクローター径は通常版と同じながら、前のみ対向4ポット式ブレンボ製キャリパーへ変更された。車両乾燥重量は通常版より20 kg軽量化された155 kg。

### 750F1( 3型 )
通常版の最終型。1986年にモンジュイが販売開始された数ヵ月後に、後を追うように発売された。
最大出力が76 PSになる。はっきりと外観が変わった。ホイールが赤色になる。ステッカーのロゴマークが変わり、速度計や回転計はベリア製に変更され、警告灯を含めコクピットレイアウトがF3と共通になる。トップブリッジは黒色に。フロントフォークにはモンジュイ同様フォルセラ製40 mm径、シルバーの塗装になる。タイヤおよびブレーキは変更なし。燃料タンクは鉄鋼製になった。

### 750F1ラグナセカ ( Laguna seca )
1987年6月に発売された。200台だけ販売された限定車第2弾。
この車種名は当時ドゥカティのレーシングライダーであったマルコ・ルッキネリが1986年にレースで優勝したサーキットに由来しており、その証として燃料タンクの上面にはルッキネリのサインをコピーしたステッカーが貼られていた。
エンジンは通常版の750F1(3型)を基にして、モンジュイと同じカムシャフトを組み込み、最大出力95 PSを発揮するが、モンジュイで採用されていた軽量フライホイールやアルミ製クラッチハブは採用されていない。また、穴開け加工されたクラッチカバーを採用する。吸気にはモンジュイと同様の40 mm口径のデロルト製キャブレターを採用するが、排気はサイレンチウム製排圧可変タイプへ変更されている。
モンジュイと同様にアルミ製角断面スイングアームだが、リアショックの自由長がモンジュイに比べて長くなっており、スイングアーム側の取り付け位置が変更されている。ホイールとタイヤはモンジュイと違い、通常版と同じデザインのアルミホイールに、前輪が130/60-16、後輪が160/60-16というサイズでラジアルタイヤを履かせている。ブレーキはモンジュイと同仕様ながら、リアディスクローター径のみ270 mmに変更された。またリアフェンダーがタイヤを覆うようなエアロタイプになる。通常版の3型と同様に鉄鋼製燃料タンクを採用するため、モンジュイほど軽量化されておらず車両乾燥重量は160 kg。

### 750F1サンタモニカ ( Santamonica )
1988年に日本へだけ製造、販売された。最後の限定200台の高性能版。
ラグナセカを基にしており、エンジンや車体はラグナセカと同仕様。ただしシングルシート風になるFRPカバーのついたタンデムシートになり、仕様が二人乗りとなる。リアブレーキローター径はモンジュイ同様の260 mm。ホイールもモンジュイ同様の2ピース式だが、タイヤサイズはラグナセカのときの、前輪が130/60-16、後輪が160/60-16になる。

### 350F3
イタリアの税制（350 cc以下の排気量が優遇）により生まれたモデル。F1と同じ車体に350 ccエンジンを載せたもの。エンジンは350XLと同じボア×ストローク66×51 mm。エンジン以外の仕様は400F3（1型）に準じる。

### 400F3（1型）
重要なマーケットとして認めた日本の免許制度に考慮して開発され’86年に日本でのみリリース。基本的なフレームや足回りは750F1に準じている。エンジンはボア×ストローク70.5×51 mmの398 ccで最高出力は42 PS / 10000 rpmを発揮。キャブレターはデロルトのPHF32。フロントフォークはマルゾッキの35 mm正立フォーク。ブレーキはフロントが⌀260ダブルディスクにブレンボ製対向2ポットキャリパー、リアは同じく⌀260のシングルディスクにブレンボ製対向2ポットキャリパー。タイヤサイズはフロント100/90-16、リア120/80-18。「中型免許で乗れるドカティ」として人気を集めたがこの初期型のみコストダウンの跡も見られる。

### 400F3（2型）
'87年リリース。基本的には1型と変わらないがキャブレターをデロルトPHF32からPHF36に大型化。フロントブレーキディスクをF1に準じた⌀280のフローティングディスクに改めキャリパーも大型化された。

### 400F3（3型）
'88年に発売された400F3の最終型。ミッションが6速化されサイドカウルのDUCATIのロゴの脇に小さく”Six Speed”の文字が付く。スクリーンがF1サンタモニカに準じたものに変更。シートがそれまでのシングルシートから”ダブルシート+シングルシートカウル”に改められ二名乗車を可能とした。リアブレーキディスクもフルフローティングタイプとなっている。